# Янкулеску, Александра
Александра Янкулеску (англ. Alexandra Ianculescu; род. 21 октября 1991 года, в Сибиу, Румыния) — канадская конькобежка румынского происхождения, участница зимних Олимпийских игр 2018 года. 

## Биография
Александра Янкулеску родилась в городе Сибиу в Румынии, где и начала кататься на лыжах и коньках в возрасте 2-х лет. Её мать была чемпионкой Румынии по конькобежному спорту в 1986 году и вдохновила Алекс следовать своей мечте и стать конькобежкой. В 2001 году Александра вместе с родителями и младшей сестрой переехала в Торонто, где осенью 2001 года начала заниматься шорт-треком в клубе «Торонто Сайклонс». 
В 2007 году она переключилась на конькобежный спорт и в 2007, 2008 годах Алекс выиграла чемпионат Румынии среди юниоров в многоборье, а в 2008 году оставила свою семью в возрасте 16 лет и переехала в Калгари. В 2009 году уже выступала на чемпионате Канады и на чемпионате Северной Америки. В 2011 году Алекс дебютировала на национальном чемпионате Канады среди юниоров, а в 2014 году попала в национальную сборную и участвовала в Кубке мира. 
В 2015 году заняла 3-е место на дистанции 1000 м на чемпионате Канады на отдельных дистанциях, а в 2016 году из-за конкуренции в канадской сборной вновь стала выступать за сборную Румынии. В 2017 году приняла участие на чемпионате мира в спринтерском многоборье в Калгари, где заняла 27-е место в общем зачёте.
На зимних Олимпийских играх 2018 года, которые стали для неё первыми в карьере, Алекс была заявлена для участия в забеге на 500 м. 18 февраля 2018 года на Олимпийском Овале Каннына в забеге на 500 м она финишировала с результатом 40,70 сек. В итоговом зачёте она заняла последнее 31-е место. Следом на чемпионате мира в спринтерском многоборье в Чанчуне заняла 18-е место.
После олимпиады она переехала в Ванкувер, чтобы заняться велоспортом на треке, потому что ей нужны были перемены. В 2019 году переехала обратно в Калгари, чтобы вновь заняться конькобежным спортом. Алекс продолжала бить собственные национальные рекорды на дистанциях 500 м и 1000 м, пока не ушла из конькобежного спорта в 2022 году. 

## Личная жизнь
Александра Янкулеску в феврале 2016 года открыла свой собственный бизнес под названием "Body by Alex", который предлагает онлайн-курсы персонального обучения, и пока не занята тренировками, пишет обучающие программы для своих клиентов в рамках своего учебного бизнеса. С 2017 года работает ассистентом производства Канадской ассоциация кино и телепроизводства. В 2020 году Александра переехала в Европу, чтобы тренироваться в Академии Thialf в Херенвене, а сейчас проживает в Германии, где занимается велоспортом на шоссе и конькобежным спортом.
В октябре 2020 года она начала работать тренером по роликовому катанию в "Lindenoord Skeelerclub" в Херенвене и тренирует детей на роликовых коньках и катании на коньках. Увлекается катанием на коньках, кулинарией, живописью, шоссейным велоспортом, теннисом, лыжами, а также любит суши, корейское барбекю, кофе, апельсин, и хочет открыть кофейню. Также работает над своей кулинарной книгой, которую она опубликует. Знает языки: румынский, немецкий, английский, французский.
Она большая поклонница "Aerosmith" и "Rolling Stones", и любит ходить на рок-концерты. Осенью 2024 года она запустила бренд велосипедной одежды под названием "NinetyOne Collective". В настоящее время Алекс тренируется на велосипеде, а летом участвует в соревнованиях. Зимой она продолжает тренироваться на льду в Европе и участвует в гонках на велодроме по всей Европе, готовясь к летним месяцам. Она нацелена на участие в летних Олимпийских играх 2028 года в Лос-Анджелесе по велоспорту.